# Chlorophorus anticeconjunctus
Chlorophorus anticeconjunctus là một loài bọ cánh cứng trong họ Cerambycidae.